# Degithina melanopus
Degithina melanopus là một loài tò vò trong họ Ichneumonidae.